# Carl Laemmle Jr.
Carl Laemmle Jr. (născut Julius Laemmle; n. 28 aprilie 1908, Chicago, Illinois, SUA – d. 24 septembrie 1979, Los Angeles, California, SUA) a fost un om de afaceri american și moștenitor al lui Carl Laemmle, cel care a fondat Universal Studios. A fost șef de producție la aceste studiouri în perioada 1928 - 1936. 

## Tinerețe
Laemmle s-a născut pe 28 aprilie 1908 la Chicago, ca fiul lui Carl Laemmle, fondatorul Universal Pictures, mama sa a fost Recha Stern Laemmle, care a murit în 1919 când el avea unsprezece ani. Carl Jr. a avut o soră Rosabelle, și o verișoară Carla, care a fost actriță și dansatoare. Mama sa a fost înmormântată în Cimitirul Salem Fields, Glendale, New York. Familia lui era de origine evreiască.
Familia Laemmle a locuit într-un apartament mare din New York, situat la 465 West End Avenue, înainte de a se muta în Los Angeles, California. La 19 iulie 1941, familia a aranjat mutarea rămășițelor mamei sale Recha la mausoleul familiei din cimitirul Home of Peace din Los Angeles. 
Cât a fost șef de producție, din 1928, în primii ani ai filmelor cu sonor, studioul a avut mare succes cu filme precum All Quiet on the Western Front (1930), Dracula (1931), Waterloo Bridge (1931), Frankenstein (1931), East of Borneo (1931), A House Divided (1931), The Mummy (1932), The Old Dark House (1932), The Invisible Man (1933), Imitation of Life (1934) și Mireasa lui Frankenstein (1935). 
Laemmle (denumit adesea „Junior”) în această perioadă a cheltuit mai mulți bani pe  filme decât încasările acestora. Până la sfârșitul anului 1935, Universal Studio cheltuise atât de mulți bani și a avut atâtea eșecuri comerciale, încât J. Cheever Cowdin a venit cu o ofertă să cumpere afacerea familiei Laemmle.  

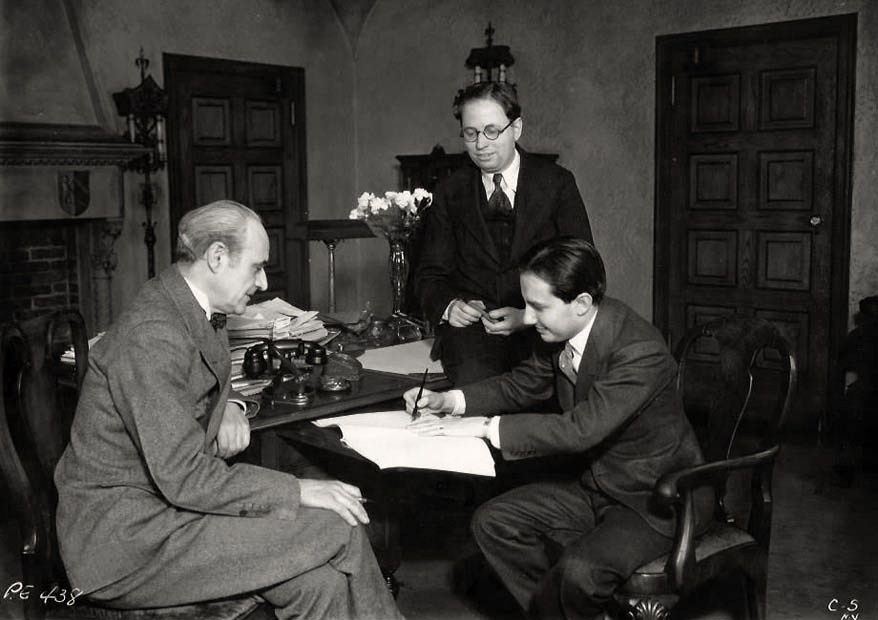
de la stânga la dreapta: Joseph P. Bickerton Jr. (producător de teatru), Elmer Rice (dramaturg) și Carl Laemmle Jr. semnează un contract pentru versiunea cinematografică a Counselor at Law

Succesul notabil, atât din punct de vedere financiar, cât și critic, al filmului din 1936 Show Boat, nu a fost suficient pentru a stopa tendința financiară a studioului, iar tatăl și fiul au fost amândoi obligați să plece din companie. Niciunul dintre ei nu a mai lucrat vreodată la un alt film, cu toate că Laemmle Jr. a trăit încă 43 de ani. Charles R. Rogers a devenit noul șef de producție la studio. 

### Viata personala
Laemmle a locuit la 1641 Tower Grove Drive din Beverly Hills, California. 

### Deces
Laemmle a murit în urma unui accident vascular cerebral la vârsta de 71 de ani, la 24 septembrie 1979, după 40 de ani de la moartea tatălui său în aceeași zi. A fost înmormântat în Mausoleul Capelei de la Cimitirul Casa Păcii. 

## Filmografie

### Producător
- King of Jazz (1930)
- Nimic nou pe frontul de vest (1930)
- Dracula (1931)
- Dracula (1931)
- Podul Waterloo (1931)
- Frankenstein (1931)
- Murders in the Rue Morgue (1932)
- O noapte de groază (1932)
- Air Mail  (1932)
- Mumia (1932)
- Omul Invizibil (1933)
- Pisica Neagră (1934)
- Mari așteptări (1934)
- Imitația vieții (1934)
- The Man Who Reclaimed His Head (1934)
- The Mystery of Edwin Drood (1935)
- Mireasa lui Frankenstein (1935)
- Show Boat (1936)